# Hochschule für katholische Kirchenmusik und Musikpädagogik Regensburg
Die Hochschule für katholische Kirchenmusik & Musikpädagogik Regensburg (HfKM) ist eine staatlich anerkannte kirchliche Hochschule in Regensburg. Das Ausbildungsangebot mit Bachelor- bzw. Masterabschluss umfasst Kirchenmusik, Gesangspädagogik, Chorleitung, Instrumentalpädagogik und rein instrumentale Studiengänge. Eine Partnerschaft mit der Universität Regensburg ermöglicht das Studium "Lehramt Musik an Gymnasien". Diese Kooperation, bekannt als das Regensburger Modell, ermöglicht drei Varianten: Doppelfach Musik an Gymnasien; Studium Lehramt Musik in Fächerverbindung (alternativ Deutsch, Englisch, Latein, Mathematik); zusätzlicher Bachelor-Studiengang.

## Geschichte

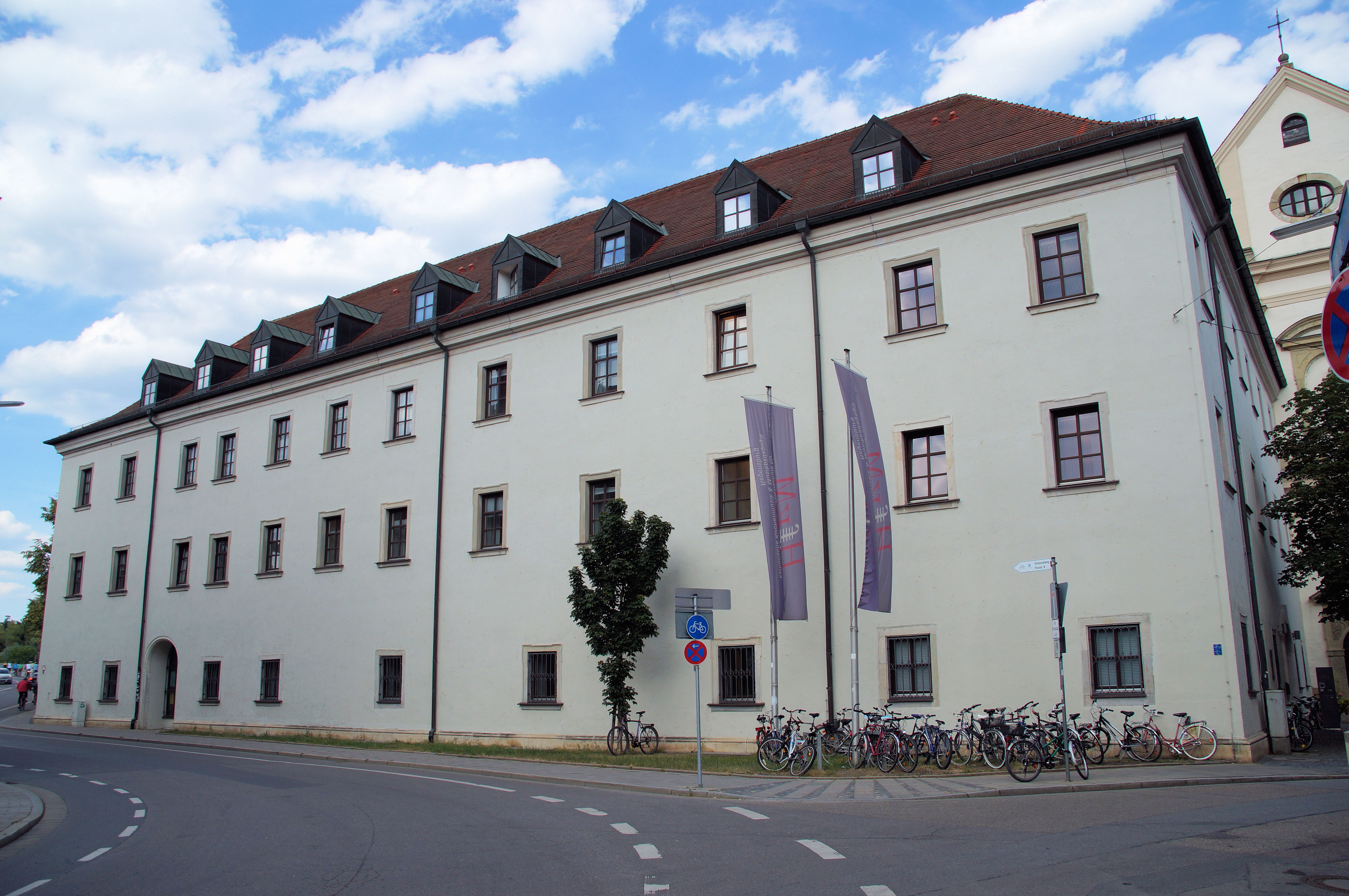
Heutiger Standort im Stadtteil Stadtamhof

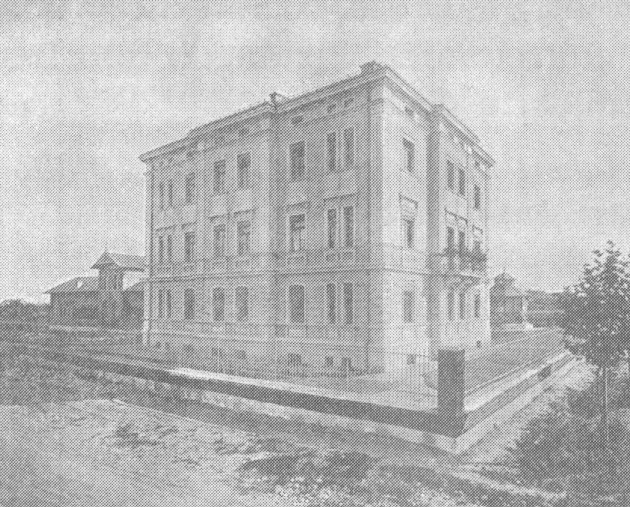
Gebäude in der Reichsstraße (1887)

Die heutige Hochschule wurde 1874 von Franz Xaver Haberl (1840–1910) damals als weltweit erste „Katholische Kirchenmusikschule“ gegründet. Sie hatte von Anfang an über den deutschen Sprachraum hinaus internationale Bedeutung. Trägerin der Schule ist seit 1909 die dem Bistum Regensburg angegliederte kirchliche „Stiftung Kirchenmusikschule Regensburg“. 1910 erhielt die Schule durch den Prinzregent Luitpold von Bayern die staatliche Genehmigung. Zum 1. Januar 1973 wurde die Kirchenmusikschule in die „Fachakademie für katholische Kirchenmusik und Musikerziehung“ umgewandelt.
Im November 2001 wurde die Schule in den Rang einer Musikhochschule erhoben und trägt seitdem den heutigen Namen. Gründungsrektor war Klemens Schnorr. Von 2003 bis 2011 war Franz Josef Stoiber, zugleich Domorganist des Regensburger Doms, Rektor der Hochschule. Während dieser Zeit erfolgte eine Generalsanierung des Hochschulgebäudes. Außerdem wurde das kirchenmusikalische und musikpädagogische Profil durch die Umsetzung der europäischen Studienreform (Bachelor/Master) gestärkt. Seit September 2023 hat Stoiber wieder das Rektorenamt inne.
Großkanzler der Hochschule ist der amtierende Bischof der Diözese Regensburg in Personalunion.

## Studiengänge(Stand: 27. März 2025)

### Bachelor-Studiengänge
- Katholische Kirchenmusik
- Dirigieren/Chorleitung (künstlerische Ausbildung)
- Orgel (künstlerisch-pädagogische Ausbildung)
- Orgel (künstlerische Ausbildung)
- Cembalo/Historisches Tasteninstrument (künstlerisch-pädagogische Ausbildung)
- Cembalo/Historisches Tasteninstrument (künstlerische Ausbildung)
- Klavier (künstlerisch-pädagogische Ausbildung)
- Gesang (künstlerisch-pädagogische Ausbildung)
- Streichinstrumente (künstlerisch-pädagogische Ausbildung) (Barock-Violine, Violine, Viola, Violoncello)
- Blasinstrumente (künstlerisch-pädagogische Ausbildung) (Blockflöte, Querflöte, Traversflöte, Posaune, Trompete)

### Master-Studiengänge
- Katholische Kirchenmusik
- Gregorianik/Dt. Liturgiegesang
- Dirigieren/Chorleitung (künstlerische Ausbildung)
- Orgel (künstlerische Ausbildung)
- Orgelimprovisation (künstlerische Ausbildung)
- Cembalo/Historisches Tasteninstrument (künstlerische Ausbildung)
- Master Musikpädagogik mit künstlerischem Kernfach
  - Musikpädagogik/künstlerisches Kernfach Orgel
  - Musikpädagogik/künstlerisches Kernfach Orgelimprovisation
  - Musikpädagogik/künstlerisches Kernfach Cembalo/Historisches Tasteninstrument
  - Musikpädagogik/künstlerisches Kernfach Klavier
  - Musikpädagogik/künstlerisches Kernfach Streichinstrument
  - Musikpädagogik/künstlerisches Kernfach Blasinstrument
  - Musikpädagogik/künstlerisches Kernfach Gesang
- Musiktheorie
- Neue geistliche Musik (NgM)

## Bekannte Lehrende (Auswahl)
- Stefan Baier (* 1967)
- Richard Beyer (* 1958)
- Roland Büchner (* 1954)
- Norbert Düchtel (* 1949)
- Gerwin Eisenhauer (* 1967)
- Heidi Emmert (* 1966)
- Dieter Falk (* 1959)
- Harald Feller (* 1951)
- Conrad von der Goltz (1928–2023)
- Martin Gregorius (* 1991)
- Franz Xaver Haberl (1840–1910)
- Christoph Hönerlage (* 1963)
- Eberhard Kraus (1931–2003)
- Georg Ratzinger (1924–2020)
- Markus Rupprecht (* 1981)
- Kunibert Schäfer (* 1957)
- Christian Schmidt-Timmermann (* 1958)
- Klemens Schnorr (* 1949)
- Janka Simowitsch Hobe (* 1987)
- Franz A. Stein (1928–1999)
- Franz Josef Stoiber (* 1959)
- Thomas Stolle (1950–2000)
- Christopher Zehrer (* 1985)
- Sabine Lahm (* 1981)
- Johannes Köppl (* 1985)
- Katharina Berrío Quintero (* 1990)
- Christian Höcherl (* 1973)
- Christian Schmid (* 1977)